# 1239
1239 (MCCXXXIX) var ett normalår som började en lördag i den julianska kalendern.

## Händelser

### Oktober
- 9 oktober – Erik Plogpenning gifter sig med Jutta av Sachsen.

## Födda
- 17 juni – Edvard I, kung av England och herre över Irland 1272–1307.
- Kujo Yoritsugu.
- Stefan V av Ungern.
- Valdemar Birgersson, kung av Sverige 1250–1275 (född detta eller föregående år).

## Avlidna
- 20 mars – Hermann von Salza, stormästare av tyska orden.
- Irene Laskarina, kejsarinna av Nicaea.